# Закон України «Про музеї та музейну справу»
Закон України «Про музеї та музейну справу» — нормативно-правовий акт, Закон України, що визначає загальні засади створення та діяльності музеїв України, питання наукового формування, обліку, зберігання, охорони і використання Музейного фонду України. Ухвалений Верховною Радою України 29 червня 1995 року (закон № 249/95-ВР); набрав чинності 15 серпня 1995 року.

## Зміст
Закон України «Про музеї та музейну справу» містить такі розділи:
- I. Загальні положення.
- II. Види музеїв. Порядок створення і матеріальна база музеїв.
- III. Музейний фонд України.
- IV. Міжнародна діяльність музеїв.
- V. Управління і самоврядування музеїв, гарантії прав і законних інтересів їх працівників.
- VI. Відповідальність за порушення законодавства України про музеї та музейну справу.

## Історія
18 липня 2024 року Верховна Рада України прийняла зміни до Закону України «Про музеї та музейну справу», які на законодавчому рівні визначили особливості діяльності Національного музею Голодомору-геноциду (нові статті 7-1, 7-2 та 7-3). Зокрема Стаття 7-2 визначає запровадження наглядової ради Музею, а Стаття 7-3 - запровадження експертної ради. Наглядова рада та експертна рада зможуть включати представників міжнародних організацій, громадських організацій закордонних українців тощо. Зміни набули чинності 10 серпня 2024 року. Відповідний законопроект про зміни до Закону «Про музеї та музейну справу» було розроблено Мінкультом України разом народними депутатами України, канадськими партнерами та українською діаспорою. Повідомлялося, що вказані зміни дозволять добудувати Національний музей Голодомору-геноциду коштом канадського уряду.